# Coupe de Luxembourg 1924-1925
La Coppa di Lussemburgo 1924-1925 è stata la 4ª edizione della coppa nazionale lussemburghese disputata tra il 7 settembre 1924 e il 14 giugno 1925 e conclusa con la vittoria del Red Boys Differdange, al suo primo titolo.

## Formula
Eliminazione diretta in gara unica.

## Turno preliminare
| Squadra 1          | Risultato | Squadra 2          |
| ------------------ | --------- | ------------------ |
| 7 settembre 1924   |           |                    |
| Aris Bonnevoie     | 1 − 2     | Eclair Bettembourg |
| Differdange        | 5 − 1     | Chiers Rodange     |
| Jeunesse 07 Kayl   | 2 - 1     | Rumelange          |
| Mansfeldia Clausen | 3 − 2     | Progrès Niedercorn |
| Pétange            | 2 − 1     | Swift Hesperange   |

## Ottavi di finale
| Squadra 1            | Risultato   | Squadra 2          |
| -------------------- | ----------- | ------------------ |
| 25 gennaio 1925      |             |                    |
| Chiers Rodange       | 1 − 2       | Swift Hesperange   |
| Hollerich Bonnevoie  | 3 − 2       | Stade Dudelange    |
| Jeunesse 07 Kayl     | 0 − 3       | Differdange        |
| Jeunesse Esch        | 0 - 1       | Spora Luxembourg   |
| Mansfeldia Clausen   | 6 − 3       | Eclair Bettembourg |
| Pétange              | 5 − 2       | Progrès Grund      |
| Progrès Niedercorn   | 4 − 1       | Rumelange          |
| Red Boys Differdange | 0 - 0/2 - 0 | Fola Esch          |

## Quarti di finale
| Squadra 1            | Risultato | Squadra 2           |
| -------------------- | --------- | ------------------- |
| 15 febbraio 1925     |           |                     |
| Differdange          | 0 − 6     | Spora Luxembourg    |
| Mansfeldia Clausen   | 2 − 1     | Pétange             |
| Progrès Niedercorn   | 9 − 2     | Swift Hesperange    |
| Red Boys Differdange | 2 - 1     | Hollerich Bonnevoie |

## Semifinali
| Squadra 1          | Risultato | Squadra 2            |
| ------------------ | --------- | -------------------- |
| 22 marzo 1925      |           |                      |
| Spora Luxembourg   | 2 − 0     | Mansfeldia Clausen   |
| Progrès Niedercorn | 2 − 4     | Red Boys Differdange |

## Finale
| Lussemburgo 14 maggio 1925        | Red Boys Differdange | 1 – 1 | Spora Luxembourg | Stadio Josy Barthel (4.000 spett.) |
| \| \| \| \| \| \| Marcatori \| \| |                      |       |                  |                                    |
|                                   |                      |       |                  |                                    |
| Gol                               | Marcatori            | Gol   |                  |                                    |

## Finale (spareggio)
| Lussemburgo 14 giugno 1925 | Red Boys Differdange | 3 – 0 | Spora Luxembourg | Stadio Josy Barthel |